# Stenothecium tenue
Stenothecium tenue là một loài Rêu trong họ Hylocomiaceae. Loài này được (Hook.) Müll. Hal. miêu tả khoa học đầu tiên năm 1905.